# Disma
San Disma noto anche come il buon ladrone, il saggio ladro, il ladro riconoscente o il ladro sulla croce, è uno dei due ladri senza nome nel racconto di Luca della crocifissione di Gesù nel Nuovo Testamento. Il Vangelo di Luca lo descrive chiedendo a Gesù di "ricordarsi di lui" quando Egli entrerà nel suo regno. L'altro, ladro impenitente, sfida Gesù a salvare sé stesso ed entrambi per dimostrare di essere il Messia.
Laddove in tutto il Nuovo Testamento Gesù è chiamato dai discepoli col termine Signore e Messia, Luca 23,46 è l'unico passo in cui Egli viene chiamato col suo nome di battesimo. 
È ufficialmente venerato nella Chiesa cattolica. Il Martirologio Romano colloca la sua commemorazione il 25 marzo, insieme alla Festa dell'Annunciazione, secondo l'antica tradizione cristiana che Cristo (e il ladrone penitente) furono crocifissi e morirono proprio nell'anniversario dell'incarnazione di Cristo.
Gli viene dato il nome Disma nel Vangelo di Nicodemo ed è tradizionalmente conosciuto come San Disma (a volte Dismas o Dysmas; in spagnolo e portoghese, Dimas). Altre tradizioni hanno conferito altri nomi:
- Nella tradizione copta ortodossa e nella narrazione di Giuseppe d'Arimatea, è chiamato Demas.
- Nel Codex Colbertinus, è chiamato Zoatham o Zoathan.
- Nel Vangelo dell'infanzia arabo, è chiamato Tito.
- Nella tradizione ortodossa russa, è chiamato Rach (russo: Рах).

## Biografia
Di lui si racconta nel Vangelo di Luca:
Il "buon ladrone" non compare, invece, nei Vangeli di Marco e di Matteo, secondo i quali vennero crocifissi insieme a Gesù due malfattori, ma entrambi lo oltraggiavano e insultavano. Giovanni, invece, parla di due persone che vengono crocifisse con Gesù, ma non dice che lo insultassero.
Nella versione greca del Vangelo di Nicodemo (IV secolo) appare il nome per la prima volta. Nella versione latina (V secolo) compare anche il nome del ladro malvagio - Gesta.
Il Vangelo arabo dell'infanzia, un altro apocrifo (VI secolo), chiama invece i due ladroni Tito e Dimaco e aggiunge un racconto di come Tito (Disma) impedì ad altri ladroni della sua banda di derubare Maria e Giuseppe durante la loro fuga in Egitto.
Esaltato nella predicazione evangelica e patristica, viene celebrato il 25 marzo.
È invocato nelle cause difficili per la correzione degli alcolizzati, dei giocatori d'azzardo e dei ladri; è il protettore dei prigionieri e dei moribondi.

## Culto
La Chiesa cattolica ricorda il buon ladrone il 25 marzo. Nel Martirologio Romano è riportata la seguente voce: «Commemorazione del santo ladrone di Gerusalemme, che in quel momento confessò Cristo e lo canonizzò da Gesù stesso sulla croce e meritò di ascoltarlo: 'Oggi sarai con me in paradiso.' "Un certo numero di città, tra cui San Dimas, in California, portano il suo nome. Inoltre, le chiese parrocchiali portano il suo nome, come la Chiesa del Buon Ladrone a Kingston, Ontario, Canada, costruita dai detenuti nel vicino penitenziario di Kingston, la Chiesa di Saint Dismas a Waukegan, Illinois, la Vecchia Parrocchia Cattolica di St. Dismas a Coseley e Chiesa di St. Dismas, the Good Thief, una chiesa cattolica presso il Clinton Correctional Facility a Dannemora, New York.

La Chiesa ortodossa orientale lo ricorda il Venerdì Santo, insieme alla crocifissione. Il Sinassario offre questo distico in suo onore:
I cancelli chiusi dell'Eden il Ladro ha spalancato,

Inserendo la chiave, "Ricordati di me".
È commemorato in una tradizionale preghiera ortodossa orientale detta prima di ricevere l'eucaristia: "Non parlerò del tuo mistero ai tuoi nemici, né come Giuda ti darò un bacio; ma come il ladro ti confesserò: ricordami, o Signore, nel tuo regno".

## Nell'arte
Nell'arte medievale, San Disma è spesso raffigurato mentre accompagna Gesù nello straziamento dell'inferno come riportato in 1Pietro 3,19-20 e nel Credo degli Apostoli (sebbene nessuno dei due testi menzioni il ladro).
San Tommaso d'Aquino gli dedicò due versi dell'inno eucaristico Adoro te devote (peto quod petivit latro poenitens, "chiedo ciò che chiese il ladrone penitente", vale a dire di vedere il Volto di Dio).
Nella Chiesa ortodossa orientale, uno degli inni del Venerdì Santo è intitolato "Il buon ladrone" (o "Il saggio ladrone", slavo ecclesiastico: "Razboinika blagorasumnago"), e parla di come Cristo concesse a Disma il paradiso. Diverse composizioni di questo inno sono usate nella Chiesa ortodossa russa e costituiscono uno dei momenti salienti del servizio del Mattutino del Venerdì Santo.
In Aspettando Godot di Samuel Beckett, i personaggi principali Vladimir ed Estragon discutono brevemente delle incongruenze tra i resoconti dei quattro evangelisti sui ladri penitenti e impenitenti. Vladimir conclude che poiché solo Luca dice che uno dei due è stato salvato, "allora loro due devono essere stati dannati [...] perché credergli piuttosto che agli altri?".

## Omaggi
Alla figura di Gesù e dei due ladroni, Fabrizio De André si ispirò nello scrivere la canzone Maria nella bottega del falegname (riferito alla croci dice: vedran lacrime di Dimaco e Tito al ciglio) inclusa nell'album La buona novella; si ispirò a lui anche nel brano Tre Madri. Interamente dedicatagli invece è la canzone Il testamento di Tito, anch'essa contenuta nell'album La buona novella. Inoltre, Disma è il protagonista del brano omonimo del gruppo salentino Historia, contenuto nell'album 2006.
Nel videogioco Uncharted 4: Fine di un ladro, San Disma è spesso citato come Santo a cui è devoto il pirata Henry Every.
Il romanzo storico Il viaggio di Tito, di Emiliano Angelucci, narra alcuni eventi della vita del ladrone: nel libro, Disma racconta al suo carceriere a Gerusalemme di aver vagato per molti anni nell'impero di Tiberio e di aver vissuto diverse disavventure prima di essere arrestato.

## Libri
O. Giuliani, San Disma. Il buon Ladrone nel cuore del Vangelo, Velar Editrice, 2019.
A. Mobiglia, Il buon ladrone, Cantagalli 2024.

## Filmografia
Pasquale Festa Campanile realizzò un film sul buon ladrone, tratto da un suo omonimo romanzo (nella pellicola viene chiamato Caleb e interpretato da Enrico Montesano) intitolato Il ladrone, girato nel 1980, che parla di un ladro e truffatore che crede Gesù un ladrone come lui; poi però finiscono crocefissi insieme sul Golgota e il povero Caleb finisce per ricredersi.